# شیراز ماهر
شیراز ماهر (انگلیسی: Shiraz Maher؛ زادهٔ ۱۲ ژوئیهٔ ۱۹۸۱) روزنامه‌نگار، نویسنده، تحلیل‌گر انگلیسی و مدیر مرکز بین‌المللی مطالعات رادیکالیزاسیون و خشونت سیاسی (ICSR) در کینگز کالج لندن است. او همچنین در دانشگاه جانز هاپکینز تدریس می‌کند. ماهر پسر یک خانواده مهاجر پاکستانی است و چندین سال پس حملات ۱۱ سپتامبر که در آنزمان خود عضو سازمان اسلامگرای حزب التحریر بود، به دنبال بمبگذاری‌هایی که در ۲۰۰۵ در لندن بوقوع پیوست، حزب التحریر را ترک کرد. از آن پس ماهر به منتقد سرسخت اسلام رادیکال تبدیل شد. او برای روزنامه‌های برجسته‌ای در بریتانیا و جاهای دیگر مقاله می‌نویسد، گزارش‌ها و مطالعاتی در مورد استراتژی مبارزه تروریسم و ضدتروریسم تهیه کرده و در رسانه‌های و مطبوعات بین‌المللی به عنوان مفسر جهاد و افراط گرایی گفتگو می‌کند.

## دوران جوانی
ماهر در سال ۱۹۸۱ در بیرمنگام در یک خانواده بریتانیایی-پاکستانی متولد شد. پدرش حسابدار بود و وقتی شیراز نوزاد بود، همراه با خانواده به عربستان سعودی مهاجرت کردند. ماهر اظهار داشته که هرگز نگران فرهنگ عربستان نبوده‌است و خاطرنشان نمود: او در یک محله غربی از رفاه برخوردار بود و از همه چیزهایی که نیاز داشت مانند: زمین‌های تنیس، استخرهای شنا، کریکت، بسکتبال، دوچرخه سواری همراه با دوستانی از نژادهای مختلف و ارتباطات مختلط برخوردار بود.
روزی در یازده سالگی، یک تی شرت دافی داک بر تن داشت که روی آن شعار «من از عملیات طوفان صحرا پشتیبانی می‌کنم» (جنگ خلیج فارس) بر تن داشت و یک مرد سعودی او را در مورد احساساتش در این مورد به چالش کشید. وی می‌گوید من گفتم، چرا که نه؟ صدام حسین یک مرد وحشتناک است. مرد گفت: نه. این یک توطئه آمریکایی است. این افراد از ما به عنوان بهانه ای برای ایجاد پایگاه در خاک مقدس استفاده می‌کنند.
در ۱۹۹۵، هنگامی که ۱۴ساله بود، ماهر به انگلیس بازگشت. او از ۱۹۹۵ تا ۲۰۰۰ در مدرسه سولی‌هول تحصیل کرد و در ۲۰۰۰ برای تحصیلات دانشگاهی در دانشگاه لیدز ثبت نام نمود.

## فاز زندگی رادیکال
ماهر در واکنش به حملات ۱۱ سپتامبر، با خود فکر کرد که آمریکا به دلیل مداخله در امور جهان عرب و حمایت از اسرائیل، مستحق این حملات است که از اسرائیل حمایت می‌کند. نظرش بود آنچه را که کاشته‌اید درو خواهید کرد و این همان چیزی است که مدتهاست کاشته‌اید. وی بعداً گفت ۱۱ سپتامبر باعث شد تا تفکرات پنهان ضد آمریکایی که در عربستان سعودی مطرح بود را «فعال» کرد. پس از حملات ۱۱سپتامبر، نوشیدن الکل را ترک کرد، رابطه خود را با دوست دخترش به هم زد و به حزب التحریر پیوست. در زمان حمله ایالات متحده به افغانستان، ماهر ایمان بخود به مسلمانی را بازیافت و به آپارتمانی در مقابل خیابان مسجد محل‌اش نقل مکان کرد.
او دانشجوی کارشناسی ارشد در دانشگاه کمبریج بود. در همین حال، او همزمان در سلسله مراتب حزب التحریر قرار گرفت و از فرماندهی سلول به مدیر منطقه‌ای ارتقا پیدا کرد. او حتی برای پیوستن به کمیته اجرایی گروه بریتانیا نیز دعوت شد. با این حال، در ۲۰۰۵ شروع به تردید و تشکیک در مورد حزب التحریر نمود. هنگامی که در کمبریج بود با فرقه‌های متعدد اسلامی به رویارویی پرداخت و النهایه دریافت که ایدئولوژی حزب‌التحریر اشتباه می‌باشد و منجر به تروریسم می‌گردد. وی در ۷ ژوئیه ۲۰۰۵، هنگامی که بمب‌گذاری در مترو لندن رخ داد و منجر به کشته شدن ۵۲ نفر شد، حزب التحریر را ترک کرد.

## فاز پس‌از زندگی رادیکال
ماهر پس از فاصله گرفتن از اسلام افراطی، زندگی خود را وقف مخالفت با نیروهای جهادی کرد. او مدتی وبلاگ «تمرکز بر اسلام‌گرایی» مجله استندپوینت را با الکساندر ملاگرو هیتچنز اداره می‌کرد. او یک برنامه تلویزیونی برای پانورامای بی‌بی‌سی تهیه می‌کرد (مجموعه مستندهای پانوراما) با عنوان «چگونه من یک افراطی مسلمان شدم». گزارش وی دربارهٔ اصلاح استراتژی مبارزه با تروریسم دولتی توسط مایکل گوو، وزیر امور خارجه وقت بریتانیا در آموزش و پرورش و لرد گاتری از کریگی بانک، رئیس سابق ستاد دفاع مورد تقدیر قرار گرفت.
ماهر امروز یکی از اعضای ارشد مرکز بین‌المللی مطالعات رادیکالیزاسیون، دانشگاه کینگز لندن است، جایی که او در مورد جنبش اسلام‌گرای داخلی اروپا تحقیق می‌کند و گروه‌های جوان انگلیسی را که در حال عزیمت به سوریه و عراق برای مبارزه با داعش (معروف به دولت اسلامی عراق و شام) می‌باشند، آموزش می‌دهد. او همچنین در مورد توسعه ایدئولوژی جهادگرایی سلفی و سازمان‌های جهادی در خاورمیانه بزرگ تحقیق می‌کند. در نتیجه این تحقیقات، از وی دعوت شده‌است تا در سه کمیته پارلمانی شهادت دهد. علاوه بر این، ماهر به عنوان جانشین در دانشگاه جان هاپکینز کار می‌کند، جایی که او به همراه پیتر نویمان رشته‌ای تحصیلی در زمینه رادیکالیزاسیون تدریس می‌کند. او در ترم بهار ۲۰۱۲ استاد مهمان کالج واشینگتن بود.

## دیدگاه
ماهر می‌گوید دولت انگلیس سال‌ها را صرف نادیده انگاشتن افراط گرایی نسلی از مسلمانان در بریتانیا کرد. وی گفت: «در اواخر دهه ۱۹۸۰، اوایل دهه ۹۰، این کشور درهای خود را به روی مبلغان اسلامگرای افراطی از سراسر جهان باز کرد که شروع به تبلیغ یک پیام توتالیتر بسیار متعصبانه در مورد اینکه اسلام باید چگونه باشد کردند.» سهراب احمری در وال استریت ژورنال نوشت که به لطف تلاش‌های ماهر، شعبه حزب‌الله حزب التحریر در انگلیس از بین رفته‌است … تجمعات حزب التحریر ۲۰۰۰۰ حامی را به خود جلب می‌کرد، اما امروزه آنها برای جذب ۱۰۰۰ نفر تلاش می‌کنند.
ماهر پرس تی وی ایران و روسیه امروز را کانال‌های تبلیغاتی توصیف نموده‌است. بنیامین نتانیاهو را برای بمباران سوریه مورد ستایش قرار داد، اسرائیل را یک دولت آپارتاید نامید و آن را «کذب محسوس» توصیف کرد و از اتحادیه اروپا خواست تا حزب‌الله را به عنوان یک سازمان تروریستی در لیست سیاه قرار دهد.

## افتخارات و جوایز
ماهر اولین بورسیه بنیاد کونارد آدنائر در زمینه امنیت انرژی را دریافت کرده‌است. او عضو مرکز اروپایی امنیت و منابع انرژی (یوسرز) بود که در آن به بررسی و تحقیق روی تأثیر ناآرامی‌های سیاسی در خاورمیانه بر بازارهای انرژی پرداخت.

## تالیفات
مقالات ماهر در استندپوینت، امور خارجه، تلگراف، گاردین، اسپکتیتور، وال استریت ژورنال، ایندیپندنت، دیلی میل، هاآرتص، جوییش کرونیکل و نیو استیتسمن و در وب سایت‌های بی‌بی‌سی نیوز و مؤسسه گاتستون. گزارشها و مطالعات وی شامل موارد زیر است:
- سلفی-جهاد: تاریخ یک ایده، نشر هرست. (آوریل ۲۰۱۶).

"پرندگان سبز: اندازه‌گیری اهمیت و تأثیر در شبکه‌های جنگنده خارجی سوریه"، ICSR (آوریل ۲۰۱۴؛ نویسنده مشترک جوزف کارتر و پیتر نویمان).
- "بهار عربی و تأثیر آن بر عرضه و تولید در بازارهای جهانی"، مرکز اروپایی انرژی و امنیت منابع، (اکتبر ۲۰۱۳).
- "بین" مشارکت "و رویکرد" رهبری ارزشها ": انگلیس و اخوان المسلمین از ۱۱ سپتامبر تا بهار عربی، در واکنشهای غرب به ظهور اسلامگرایان در MENA" (المصبر، ژانویه ۲۰۱۳؛ همکاری- تألیف مارتین فرامپتون).
- "تغییر و تداوم: استراتژی و ایدئولوژی حزب التحریر در بریتانیا، در تجدیدنظرطلبی و تنوع در جنبش‌های جدید دینی" (اشگیت، اکتبر ۲۰۱۳).
- "القاعده در تقاطع: نحوه واکنش گروه‌های تروریستی به از دست دادن رهبران خود و بهار عربی"، ICSR (اوت ۲۰۱۲؛ نویسنده مشترک پیتر نویمان).
- "چراغ‌ها، دوربین، جهاد: استراتژی رسانه‌های غربی الشباب"، ICSR (نوامبر ۲۰۱۲؛ نویسنده مشترک الکساندر ملاگرو هیتچنز و جیمز شیهان).
- "جلوگیری از افراط گرایی خشونت آمیز: درس‌هایی از استراتژی تجدید نظر شده دولت" جلوگیری ""، سیستم‌های دفاعی جهان (سپتامبر ۲۰۱۱).
- "پیوندهای ضروری: چگونه داستان سربازان مسلمان می‌تواند هویت ملی ایجاد کند"، تبادل سیاست (سپتامبر ۲۰۱۱).
- "انتخاب عاقلانه دوستان: معیارهای تعامل با گروه‌های مسلمان"، تبادل سیاست (آوریل ۲۰۰۹؛ نویسنده مشترک با مارتین فرامپتون)
- نقشه‌برداری سلفی-جهادگرایی معاصر، فتحوم، تابستان ۲۰۱۶